# Sankt Nicolai kyrkoruin, Visby
Sankt Nicolai kyrkoruin är en kyrkobyggnad (ruin) i Visby i Visby stift. Kyrkan har haft flera olika byggnadsskeden och den första kyrkan på platsen byggdes omkring 1215–1220 och fick namn efter sjöfararnas skyddshelgon, S:t Nicolaus. 

## Kyrkobyggnaden
Kyrkan byggdes sannolikt som församlingskyrka för tyskarna i stadens norra församling, men genom en brand avbröts arbetet/förstördes kyrkan, och istället invigdes nuvarande Domkyrkan som församlingskyrka (omkring 1240 ersatte S:t Olof som tysk församlingskyrka i den norra församlingen). 122(8) övertogs den skadade kyrkan av dominikanerbröder, vilka byggde om den till konventskyrka. I mitten av 1200-talet började man sedan uppföra den nuvarande västgaveln (dendrodatering 1251). I slutet av 1200-talet var Petrus de Dacia prior i konventet och på kyrkans norra sida finns en minnestavla över honom uppsatt. Kyrkan fick sin nuvarande sträckning, med ett gotiskt kor, omkring år 1400, vilket kor till stor del tycks ha finansierats av den gutniske rådmannen Jacob Knarre, som fått en minnestavla inmurad på den närmast koret belägna pelaren. Flera av de olika byggnadsskedena kan spåras i kyrkans fasad, där romanska fönsteröppningar ännu finns.

## Konventet
Konvent och kyrka brändes av stadens försvarare när lübeckarna anföll Visby 1525 och i och med reformationen därefter återuppbyggdes aldrig konventsbyggnaderna. Kyrkan stod utan underhåll och 1795 tillät borgmästare Peter Herman Grevesmühl att byggnadsmaterial fick tas från kyrkan. Troligt är att det var vid detta tillfälle merparten av byggnadens skulpturala utsmyckningar försvann. Sedan andra hälften av 1800-talet har arkeologiska utgrävningar gjorts i kyrkan och reparationer har utförts. Såväl minnestavlan över Jacob Knarre som ett numera försvunnet epitafium över den 1387 avlidne gotländske rådmannen Magnus Grote, samt få omnämnanden i tyska testamenten tyder på att S:t Nicolai mer omhuldats av gotlänningarna än tyskarna i staden.
Konventsbyggnaderna låg norr om kyrkan, där de placerats på grund av det omedelbart söder om S:t Nicolai belägna S:t Jacobs kapell och Svärdsriddarordens (Fratres Militie Christi) gård. Inga synliga rester av dessa byggnader finns kvar ovan jord och på platsen finns idag en park. På kyrkans nordfasad finns spår av byggnader som suttit samman med den, däribland en korsgång som löpt utmed större delen av nordfasaden samt en tvåvåningsbyggnad i den nordöstra delen av fasaden. Inuti nordväggen finns smala trappor.

## Ruinspelen och musikaliska evenemang
Ruinen har sedan 1929 regelbundet använts som scen för musikdramatiska uppsättningar och konserter, där Petrus de Dacia, även kallad Ruinspelet, var särskilt framträdande. Musikskådespelet, med musik av Friedrich Mehler och text av Josef Lundahl, hade premiär den 4 augusti 1929 och framfördes nästan varje sommar fram till 1990 (undantaget 1931 samt under andra världskriget 1940–1945).
Totalt gavs verket omkring 753 föreställningar, vilket gör det till ett av Sveriges mest spelade musikdramatikverk i utomhusmiljö. Uppsättningen fick även internationell uppmärksamhet och dokumenterades i både radio och film. Efter Mehlers död 1981 fortsatte föreställningarna under ledning av hans barnbarn fram till 1990.
Under senare år har Sankt Nicolai även varit värd för konserter under rubriken Musik i ruinen, där artister som Viktoria Tolstoy, Malena Ernman och Marie Nilsson Lind uppträtt.

## Nuvarande användning
Ruinen används idag regelbundet som utomhusscen för konserter och andra kulturella evenemang. Bänkrader och en scen är uppförda i den västra delen av kyrkorummet, vilket gör ruinen till en naturlig samlingsplats under sommarsäsongen.

## Galleri

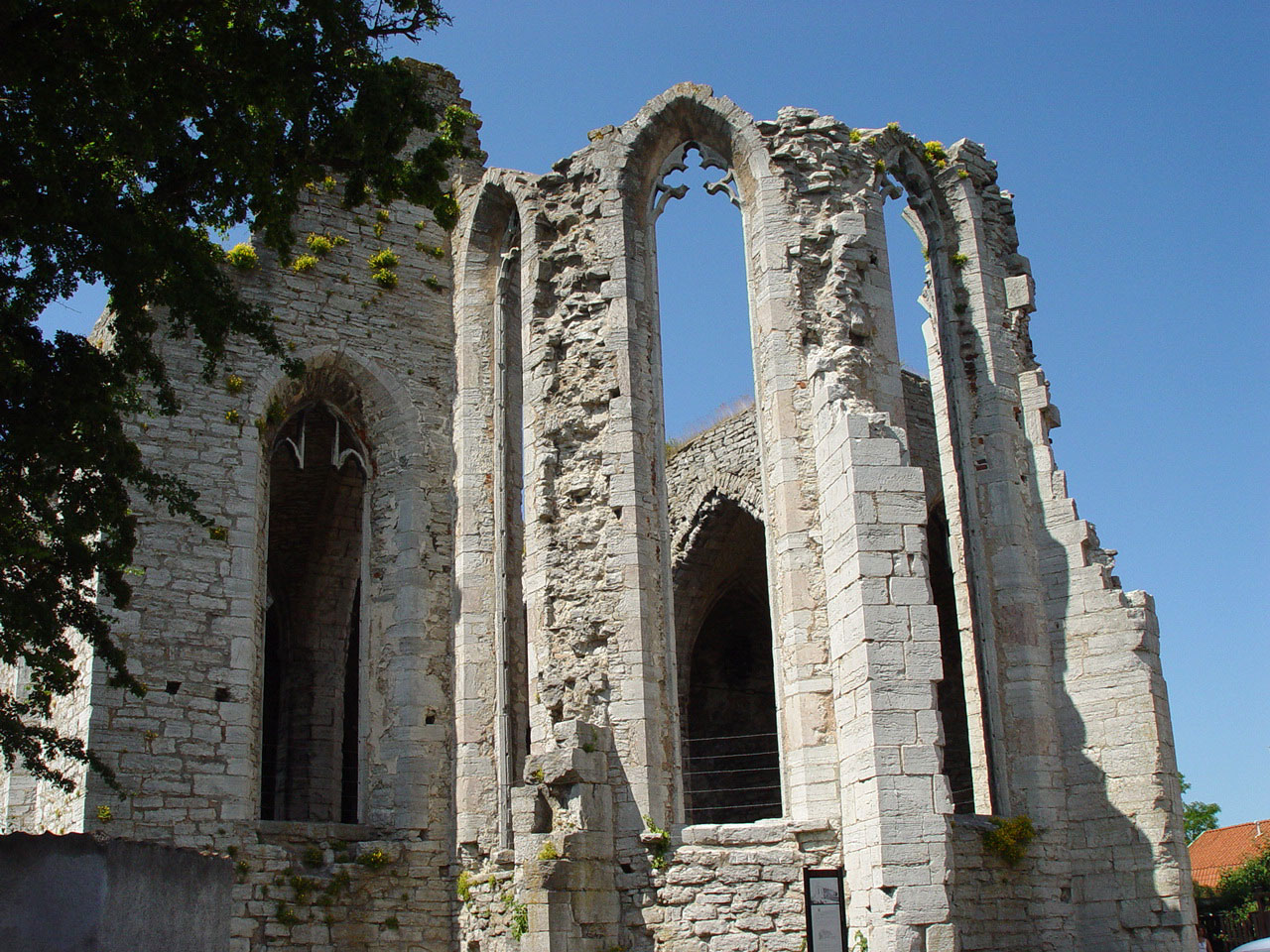
Koret från öster.
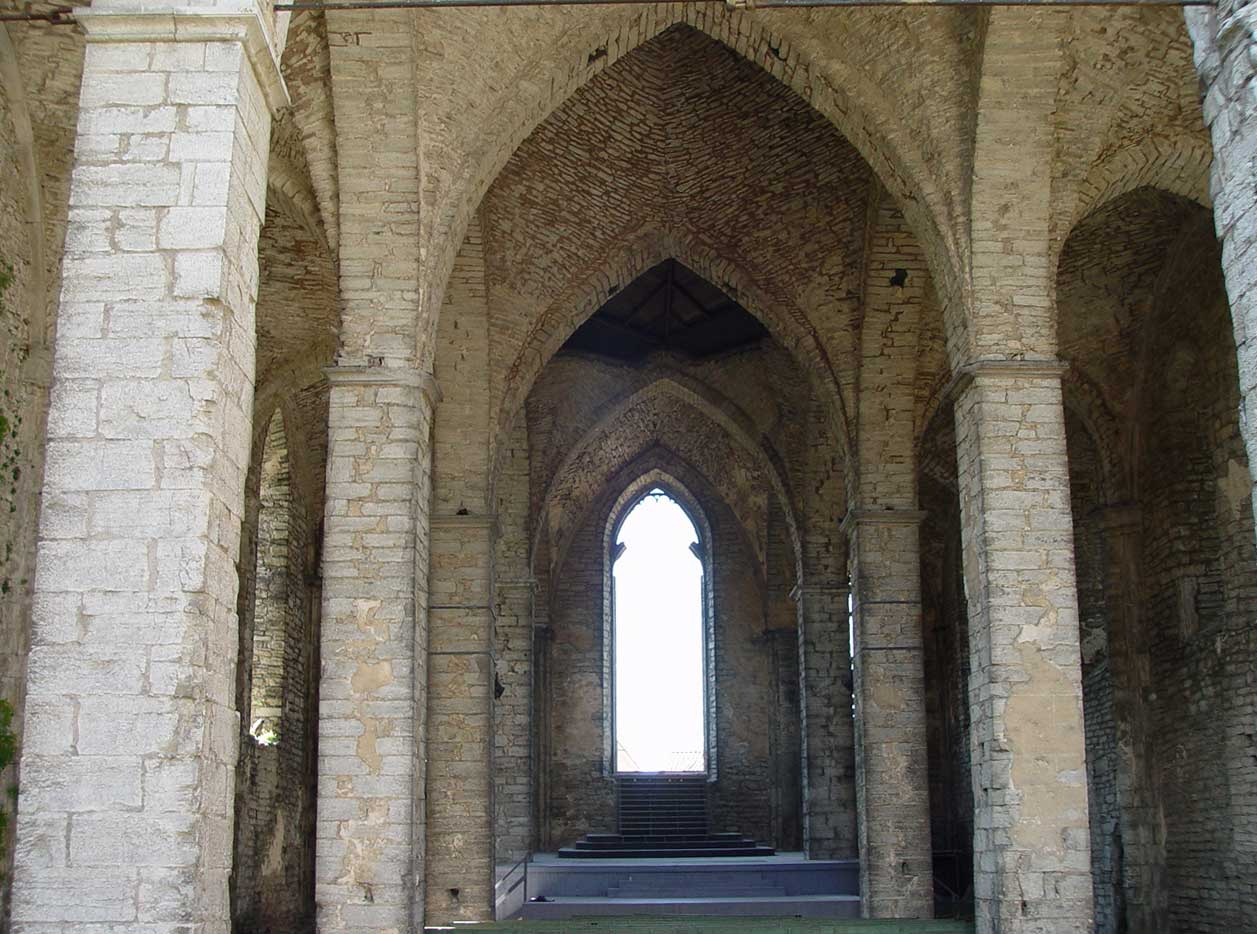
Interiör mot väster.
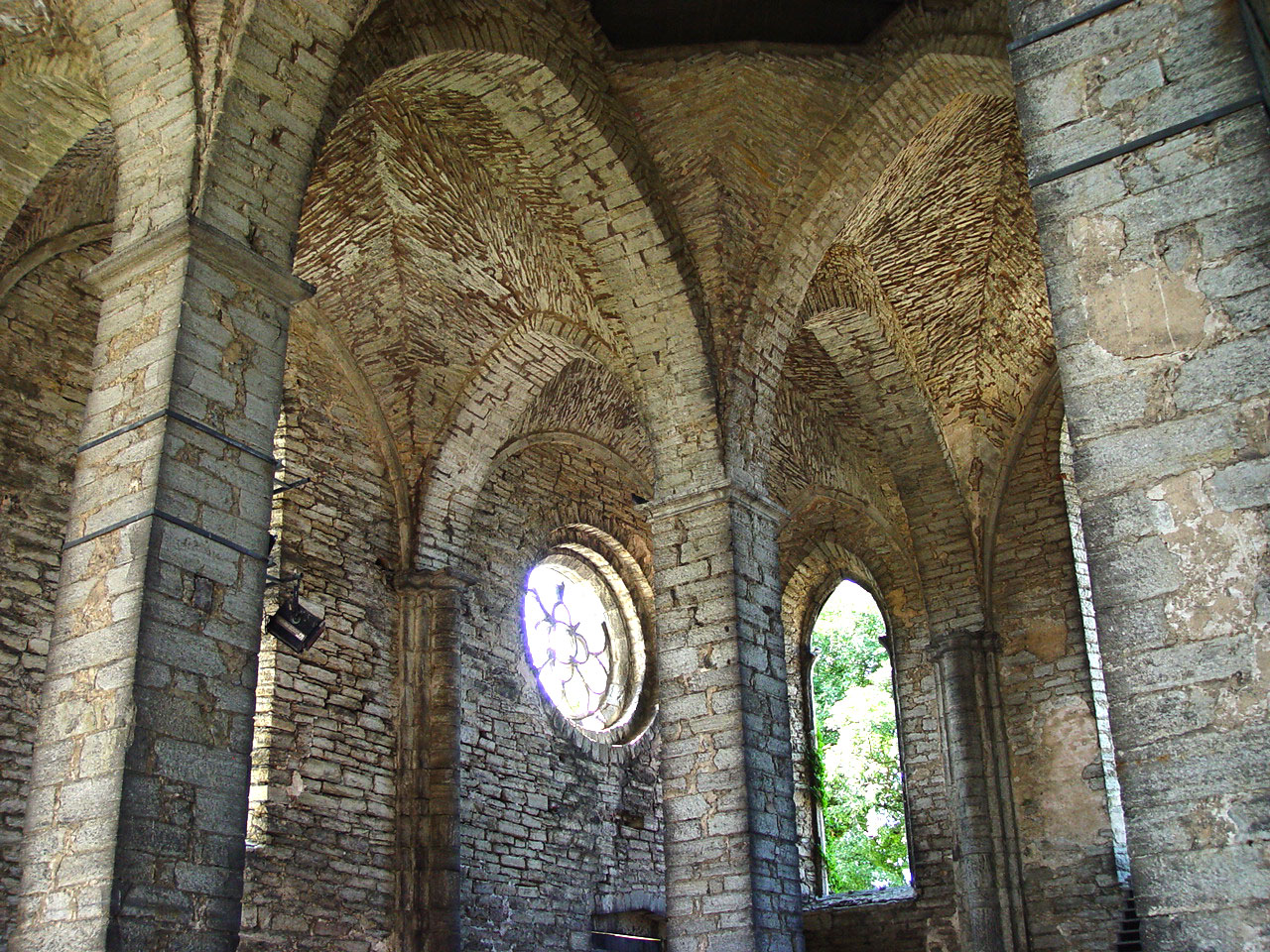
Sydvästra hörnet med rosettfönster.
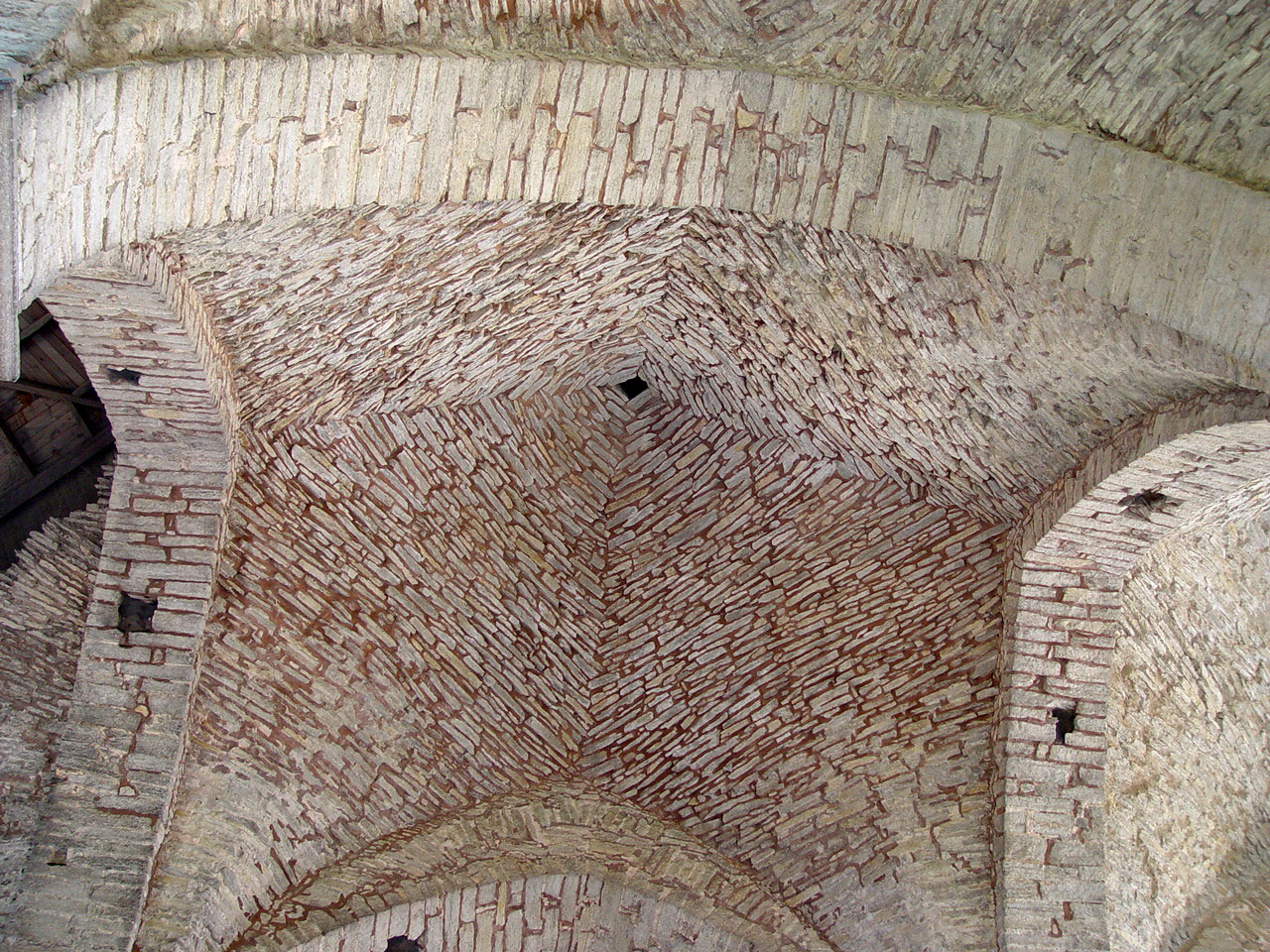
Valv.
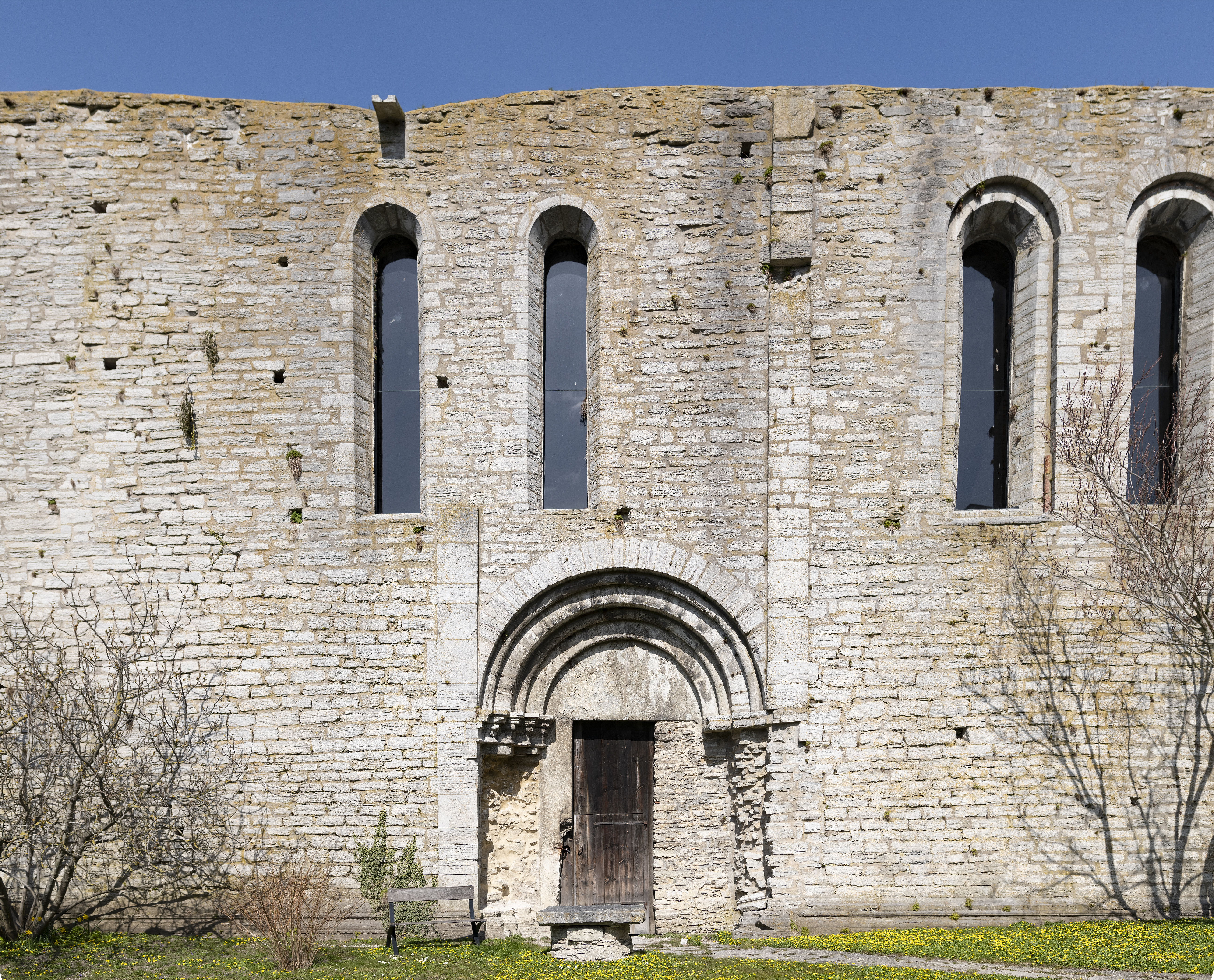
Sydfasad.